# 下田武三
下田武三（日语：下田 武三/しもだ たけそう，1907年4月3日—1995年1月22日），日本的外交官。曾担任最高裁判所裁判官、日本驻苏联、比利时大使以及日本驻美国大使，曾多次就核问题、冲绳问题与美国展开谈判。